# Jeanne Goosen
Pour les articles homonymes, voir Goosen.
Jeanette Helena Goosen, dite Jeanne Goosen (née le 13 juillet 1938 à Parow en Afrique du Sud et morte le 3 juin 2020 à Melkbosstrand), est une journaliste et une femme de lettres sud-africaine d’expression afrikaans. Elle écrit des poèmes, des nouvelles, des livres pour enfants, etc., apportant un renouvellement narratif, stylistique et thématique, et des accents féministes.

## Biographie

### Origine et carrière
Née à Parow, une ville de la banlieue nord de la ville du Cap, Jeanette Goosen est la cadette d'une famille de trois enfants. Elle étudie la musique (piano et clarinette) à la Rondebosch School of Music (elle obtiendra une licence en musique à l'Université d'Afrique du Sud) et reçoit une bourse pour l'Université du Cap où elle étudie la radiographie tout en suivant des cours d'art dramatique. 
Elle travaille un certain temps dans les hôpitaux en tant que manipulateur en radiologie et ergothérapeute puis pratique diverses professions, tout en se consacrant à l'écriture. Elle est ainsi un temps journaliste pour Hoofstad et Die Transvaler, bibliothécaire, traductrice, producteur d'agrumes, éducatrice de jardin d'enfants. En fait, elle vagabonde dans tout le pays, déménageant sans cesse que ce soit à Pretoria, à Johannesbourg, sur la côte Ouest, dans le Karoo, à Graaff-Reinet (deux ans), à Franschhoek, où elle est journaliste pour le Paarl Post, à Durban ou encore à Plettenberg Bay. 
Politiquement, elle adhère d'abord au parti libéral et est proche d'Alan Paton. Dans les années soixante-dix, elle écrit pour des revues artistiques qui s'opposent à la censure. Elle rencontre le peintre Walter Battiss dans ce contexte. En 1989, elle est l'un des écrivains de langue afrikaans qui participent, au Zimbabwe, à une rencontre avec une délégation du Congrès national africain.
En 2011, elle survit à une crise cardiaque. Elle meurt le 3 juin 2020 à 81 ans.

### Œuvre littéraire
Jeanne Goosen fait ses débuts en 1971 en tant que poète avec ’n Uil vlieg weg, suivi d'un autre recueil de poésie, Orrelpunte. Mais c’est surtout par ses ouvrages de prose qu’elle s’impose dans le paysage littéraire.
Une de ses œuvres majeures est Ons is nie almal so nie, publié en 1990 (traduit en anglais par André Brink, sous le titre We Aren’t All Like That, et en français par Christine Le Bœuf, sous le titre On n’est pas tous comme ça, publié en 1994 par Actes Sud). Elle s’y intéresse à une famille blanche pauvre dans les années 1950. Le récit est construit à partir du point de vue d’une jeune fille, Gertie. L'attention portée aux «pauvres blancs», un milieu un peu oublié, a surpris et fait réagir en Afrique du Sud,.

## Publications en langue afrikaans
- ’n Uil vlieg weg, 1971, poésie
- Orrelpunte, 1975, poésie
- Om ‘n mens na te boots, 1975
- ’n Kat in die sak, 1986
- Louoond 1987 [5]
- Ons is nie almal so nie, 1990 [3]
- Daantjie Dromer, 1993
- ’n Gelyke Kans, 1995, nouvelles
- Wie is Jan Hoender?, 2001
- Straataf, 2001
- 'n Pawpaw vir my darling, Kwela, 2006
- Desnieteenstaande, 2003 [6]
- Plante kan praat, Kwela, 2010
- Ons is nie almal so nie, Kwela, 2012